# Résistance hydraulique

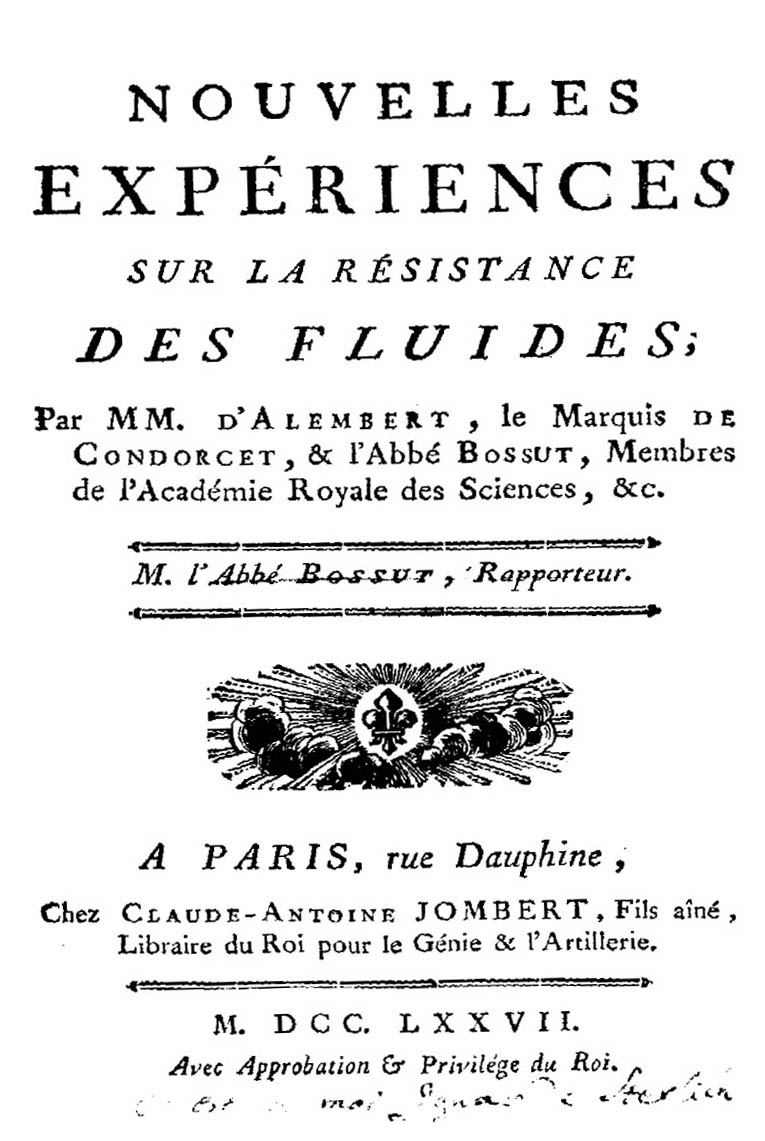
Jean Le Rond d'Alembert, Nouvelles expériences sur la résistance des fluides, 1777

La résistance hydraulique est une grandeur caractérisant une conduite et permettant de calculer la perte de charge (ces deux notions sont distinctes) subie par un fluide s'écoulant dans la conduite.
Elle est définie par la relation : 
{\displaystyle R_{h}={\frac {\Delta P}{Q}}}
Dans laquelle : 
- Q est le débit volumique du fluide
- ΔP la différence de pression amont-aval dans la conduite.

Cette relation n'est valable que pour un écoulement stationnaire.

## Cas d'unécoulement de Poiseuille
Dans un conduit cylindrique, et avec les 5 hypotheses on peut exprimer les lois de Hagen Poiseuille.
Hypothèses d’étude :
▪ L’écoulement est permanent
▪ L’écoulement est incompressible et homogène
▪ L’écoulement est laminaire (Re < 2000)
▪ L’écoulement est parallèle à l’axe horizontal
▪ On néglige les effets de pesanteur (2μgR ≪ ∆P)

On obtient le profil de vitesse suivant :
{\displaystyle v(r)={\frac {R^{2}}{4\;\eta }}\;{\frac {\Delta P}{L}}\;\left(1-{\frac {r^{2}}{R^{2}}}\right)} pour r < R,
- R étant le rayon de la conduite,
- L sa longueur
- et {\displaystyle \eta } la viscosité dynamique du liquide.

Le débit est obtenu en intégrant le profil de vitesse sur la section :
{\displaystyle Q=\int _{0}^{R}2\;\pi \;r\;v(r)\;dr={\frac {\pi \;R^{4}}{8\;\eta \;L}}\;\Delta P}
En effet l'écoulement ayant lieu dans un cylindre la vitesse ne dépend que du rayon, l'intégrale se fait donc sur l’élément de surface {\displaystyle dS=2\;\pi \;rdr}, correspondant à la couronne de largeur dr. 
Ainsi la résistance hydraulique est elle définie dans ce cas particulier par
{\displaystyle R_{h}={\frac {8\;\eta \;L}{\pi \;R^{4}}}}.